# كمبوديا الخاضعة للحماية الفرنسية
يُقصد بكمبوديا الخاضعة للحماية الفرنسية مملكة كمبوديا عندما كانت خاضعة للحماية الفرنسية من ضمن الهند الصينية الفرنسية، وهي مجموعة من دول جنوب شرق آسيا الخاضعة للإمبراطورية الاستعمارية الفرنسية. تأسست كمبوديا الخاضعة للحماية الفرنسية عام 1867 عندما طلب الملك الكمبودي نورودوم جعل بلده خاضعًا للحماية الفرنسية، في ذلك الحين تنازلت مملكة راتاناكوسين (تايلندا الحديثة) عن سيادتها على كمبوديا، وأعلنت جعل كمبوديا خاضعة للحماية الفرنسية بشكل رسمي. انضمت كمبوديا إلى اتحاد الهند الصينية الفرنسية عام 1887 إلى جانب المستعمرات والمحميات الفرنسية في فيتنام (مستعمرة كوتشين الصينية، وأنام، وتونكن). عام 1949، مُنحت كمبوديا حكمًا ذاتيًا ضمن الاتحاد الفرنسي، وأُلغيت حالة الحماية عام 1949. حصلت كمبوديا على استقلالها لاحقًا، واحتُفل بيوم الاستقلال في التاسع من نوفمبر عام 1953.

## بداية الحكم الفرنسي
خلال القرن التاسع عشر، خُفضت مرتبة كمبوديا لتصبح تابعة لمملكة راتاناكوسين (الحكم الراتاناكوسي)، التي ضمت مقاطعاتها الغربية إليها، بما فيها أنغكور، في حين هدد التأثير المتزايد لأسرة نجوين الفيتنامية القسم الشرقي للبلاد. بعد تأسيس الفرنسيين مستعمرة في منطقة كوتشين الصينية (التي تُعرف في يومنا هذا باسم فيتنام الجنوبية) عام 1862، طلب نورودوم، ملك كمبوديا، فرض حماية فرنسية على مملكته. في ذلك الحين، كان بيير بول دو لا غراندييه، حاكم كوتشين الصينية الاستعماري، يخطط لتوسيع الحكم الفرنسي ليشمل فيتنام بأكملها، واعتبر أن كمبوديا تشكل حاجزًا أمام التملك الاستعماري الفرنسي في فيتنام وراتاناكوسين. في 11 أغسطس من عام 1863، وقع نورودوم معاهدة يعترف فيها بفرض الحماية الفرنسية على مملكته. تنص هذه المعاهدة على أنه يُسمح للحكم الملكي الكمبودي بالاستمرار، لكن تمركزت السلطة بشكل كبير بين يدي الجنرال المقيم في بنوم بنه. كانت فرنسا مسؤولة أيضًا عن العلاقات الخارجية والتجارية لكمبوديا، بالإضافة إلى تقديم الحماية العسكرية. اعترفت مملكة راتاناكوسين لاحقًا بالمحمية الفرنسية، بعد تنازل فرنسا عن مقاطعة باتامبانغ الكمبودية، واعترفت بالسيطرة التايلندية على أنغكور.

## الحكم الفرنسي الاستعماري
كان مكتب الحاكم العام للهند الصينية الفرنسية بأكملها يقع في مدينة هو تشي منه إلى حين انتقال العاصمة إلى هانوي عام 1902. حكم الجنرال المقيم كمبوديا، كونها إحدى محميات الهند الصينية الفرنسية، الذي عينته وزارة البحرية والمستعمرات في باريس بشكل مباشر. ساعد السكان والحكام المحليون، ممن عُينوا في كل مراكز المقاطعات، مثل باتامبانغ، وبوراست، وأودونغ، وسيام ريب، الجنرال المقيم بدورهم. خضعت العاصمة، بنوم بنه، للإدارة المباشرة للجنرال المقيم.

### ثورة 1885- 1887
تضمنت السنوات الأولى للحكم الفرنسي في كمبوديا إصلاحات عديدة في السياسة الكمبودية، مثل تقييد سلطة الملك ومنع العبودية. عام 1884، حاول حاكم كوتشين الصينية، تشارلز أنطوان فرانسوا تومسون، الإطاحة بالحكم الملكي وتأسيس حكم تام لفرنسا على كمبوديا عن طريق إرسال قوة صغيرة إلى القصر الملكي في بنوم بنه. حققت الحملة نجاحًا ضئيلًا لأن الحاكم العام للهند الصينية الفرنسية منع الاستعمار الكلي بسبب النزاعات المحتملة مع الكمبوديين، وأصبحت السلطة الملكية تقتصر على كونها سلطة رئيسة شكلية فقط. عام 1885، قاد سي فوثا -الأخ غير الشقيق لنورودوم والمنافس على العرش- تمردًا للتخلص من نورودوم الذي تدعمه السلطة الفرنسية بعد عودته من النفي في راتاناكوسين. بعد أن حصد دعم مؤيدي نورودوم والفرنسيين، قاد سي فوثا تمردًا تمركز بشكل رئيسي في أدغال كمبوديا ومدينة كامبوت. ساعدت القوات الفرنسية نورودوم لاحقًا على هزيمة سي فوثا، بعد الموافقة على تجريد الشعب الكمبودي من سلاحه، وإعلان الحاكم المقيم على أنه السلطة العليا في المحمية.

## الاقتصاد خلال الاستعمار الفرنسي
بما أن دور كمبوديا في الأصل تمثّل في أنها أرض فاصلة بين أهم المستعمرات الفرنسية في فيتنام وبين راتاناكوسين، لم تُعتبر في البداية منطقة ذات أهمية اقتصادية. اعتمدت ميزانية الحكومة الاستعمارية في الأصل بشكل كبير على جمع الضرائب في كمبوديا ليكون مصدر دخلها الأول، ودفع الكمبوديين أعلى نسبة ضرائب على الفرد في المستعمرات الفرنسية في الهند الصينية الفرنسية. عنى وجود إدارة سيئة وغير مستقرة في السنوات الأولى من الحكم الفرنسي لكمبوديا تقدمًا أبطأ بكثير للبنية التحتية والتحضر مما هو عليه في فيتنام، وبقيت البنى الاجتماعية التقليدية في القرى على حالها. على أي حال، مع تسوية الحكم الفرنسي بعد الحرب الفرنسية السيامية، بدأ التطور في كمبوديا بشكل بطيئ، إذ أتاحت محاصيل الرز والفلفل نمو الاقتصاد. أُدخلت طرق زراعية حديثة لتعزيز الصادرات، خصوصًا من قبل رواد الأعمال من المستعمرين ممن حصلوا على امتيازات الأراضي في مقاطعة  باتامبانغ (الغرب). مع نمو صناعة السيارات الفرنسية، بُنيت مزارع مطاط مثل تلك الموجودة في كوتشين الصينية وأنام، إذ بناها وأدارها مستثمرون فرنسيون. استمر التنوع الاقتصادي طوال عشرينيات القرن العشرين، حين زُرعت محاصيل الذرة والقطن أيضًا. على الرغم من التوسع والاستثمار الاقتصادي، استمر الكمبوديون بدفع ضرائب باهظة، وعام 1916، اندلعت احتجاجات تطالب بتخفيض الضرائب.
طُورت البنية التحتية والعمل العام في فترة الحكم الفرنسي أيضًا، وأُنشئت الطرقات وسكك الحديد على الأراضي الكمبودية. كان أبرزها السكة الحديدية التي ربطت بنوم بنه بباتامبانغ على الحدود مع تايلندا.
طُورت الصناعة لاحقًا، لكنها صُممت بشكل أساسي لمعالجة المواد الخام للاستخدام المحلي أو التصدير. كما هو الحال في الحكم البريطاني لبورما ومالايا البريطانية، سيطر الأجانب على القوى العاملة في الاقتصاد بسبب التمييز الفرنسي ضد الكمبوديين فيما يتعلق بتوليهم مناصب اقتصادية مهمة. جُنّد العديد من الفيتناميين للعمل في زراعة المطاط، ولعب المهاجرون دورًا رئيسيًا لاحقًا في الاقتصاد الاستعماري بصفتهم صيادي أسماك ورجال أعمال. استمر الكمبوديون الصينيون في العمل بالتجارة، ولكن مُنحت المناصب العليا للفرنسيين.

## ظهور قومية الخمير
على العكس من فيتنام، بقيت القومية الكمبودية هادئة نسبيًا خلال معظم فترة الحكم الفرنسي، ويعود سبب ذلك بشكل رئيسي إلى التأثير الضئيل للعلم، ما ساعد على بقاء معدلات التعلم منخفضة ومنع ظهور حركات قومية مثل تلك التي ظهرت في فيتنام. على أي حال، خلقت الأفكار الغربية عن الديمقراطية والحكم الذاتي بالإضافة إلى استعادة الآثار الفرنسية -مثل مجمع معابد أنغكور وات- شعورًا بالكبرياء والوعي لدى النخبة الكمبودية الفرنسية المتعلمة بالوضع القوي لكمبوديا في الماضي. كان هناك استياء متزايد أيضًا بين الطلبة الكمبوديين من الأقلية الفيتنامية التي تتمتع بوضع أفضل منهم في التعليم. عام 1936، بدأ كل من سون نغوك ثان وباك كوين نشر مجلة ناغارافاتا لتكون مجلة صادرة باللغة الفرنسية ومعادية للاستعمار وللفيتناميين أحيانًا. بدأت حركات استقلالية صغيرة -لا سيما حركة خمير إساراك- بالتطور عام 1940 بين صفوف الكمبوديين في تايلندا، الذي كانوا يخشون أن تودي بهم أفعالهم إلى العقاب في حال عملوا في وطنهم.